# Uberizzazione
Uberizzazione è un neologismo che indica la diffusione di un modello di attività economica introdotto dall'azienda Uber e caratterizzato dalla “trasformazione di servizi e prestazioni lavorative continuativi, propri dell’economia tradizionale, in attività svolte soltanto su richiesta del consumatore o cliente”. È un concetto che si inserisce nell'ambito della "Gig economy", sviluppatasi in nuovi modi dagli anni '10.

## Premesse
L'uberizzazione è stata resa possibile dallo sviluppo di tecnologie digitali nel corso del XX e XXI secolo. Aziende della "Gig economy" come Uber, Grab, Lyft e Airbnb permettono che i loro clienti potenziali si pongano direttamente in contatto con i possibili fornitori di un servizio. Il fenomeno dell'uberizzazione si caratterizza per l'eliminazione o eliminazione quasi totale del ruolo dell'intermediario.
Il modello si caratterizza per i seguenti elementi:
- L'uso di una piattaforma digitalizzata che permette transazioni completamente o quasi peer-to-peer;
- Minimizzare la distanza tra il fornitore e il cliente di un servizio;
- L'uso di un sistema di valutazione per la qualità del servizio prestato dal fornitore.

## Diffusione
Al momento l'uberizzazione ha avuto luogo in un numero limitato ma crescente di aziende. Con l'arrivo di Airbnb, l'industria turistica si è notevolmente modificata, così pure l'offerta di taxi grazie a Uber. In generale il nuovo modello permette di ridurre notevolmente i costi e di offrire servizi più personalizzati ai clienti.

## Critiche
L'Uberizzazione viene criticata per il suo ruolo nel facilitare il declino delle attività ad alta intensità di manodopera e per la conseguente riduzione di posti di lavoro. Si ritiene inoltre che il nuovo modello possa generare precarizzazione, subordinazione e incertezza nel lavoro.. Secondo alcuni critici l'uberizzazione "rappresenta un ritorno a condizioni di impiego degne del XIX secolo" Nel caso dei ciclofattorini che consegnano cibo a domicilio viene considerata responsabile del progressivo deterioramento delle condizioni contrattuali dei lavoratori
L'uberizzazione ha anche generato preoccupazioni sulla regolamentazione governativa e sull'imposizione fiscale, nella misura in cui genera controversie riguardo a quanto la piattaforma digitale sia responsabile delle condizioni di lavoro di chi presta il servizio e degli obblighi fiscali che derivano dalle transazioni effettuate.